# Julius Jung (Mediziner)
Julius Jung (* 29. August 1914 in Eltville; † 20. Oktober 1944) war ein deutscher KZ-Arzt und SS-Hauptsturmführer.

## Laufbahn
Jung absolvierte ein Studium der Medizin und wurde zum Dr. med. promoviert. Zum 1. Mai 1933 trat er der NSDAP bei (Mitgliedsnummer 2.250.481). Während des Zweiten Weltkrieges kam er Anfang Oktober 1940 zur Waffen-SS (SS-Nummer 70.364). Zunächst war er als Lagerarzt im KZ Sachsenhausen eingesetzt. Anschließend arbeitete er im Oktober/November 1941 im KZ Auschwitz. Anschließend war er bei der 6. SS-Gebirgs-Division „Nord“ eingesetzt.
Jung starb am 20. Oktober 1944. Laut dem SS-Standartenführer Franz Schreiber beging er Suizid, um sich der drohenden Kriegsgefangenschaft zu entziehen.